# Lê Đại Chúc
Lê Đại Chúc (sinh năm 1944 tại Hải Phòng) là một họa sĩ Việt Nam đương đại. Dù xuất thân trong một gia đình giàu truyền thống về văn nghệ, nhưng ông đến với hội họa gần như bằng niềm say mê và khả năng tự học chứ chưa từng trải qua một trường lớp chuyên nghiệp nào. Kể từ triển lãm tranh sơn dầu cá nhân lần đầu tiên vào năm 1992 cho đến cuối tháng 8 năm 2008, ông đã có 9 lần tổ chức triển lãm các tác phẩm cá nhân của mình cả ở trong nước và ngoài nước. Lê Đại Chúc thuộc số hiếm hoi những người đến với hội họa bằng con đường nghiệp dư (tự học vẽ) nhưng được giới chuyên môn công nhận là họa sĩ thực thụ.

## Xuất thân
Lê Đại Chúc sinh ra trong một gia đình mà cả bố và mẹ đều là những người yêu nghệ thuật sân khấu. Cha của ông là nhà thơ, nhà viết kịch Lê Đại Thanh. Mẹ của ông vốn là con gái nhà tư sản Vạn An Trường của đất Hải Phòng xưa. Bà Đinh Ngọc Anh mẹ ông cũng từng là diễn viên kịch trong đoàn kịch Gió Biển của cha ông.Dưới ông còn một người em trai út là Lê Chức sau này cũng tạo dựng tên tuổi trong nghệ thuật sân khấu và thơ ca như người cha. Nghệ sĩ ưu tú Lê Chức vừa là đạo diễn sân khấu vừa đảm nhiệm cương vị Phó Chủ tịch thường trực Hội Nghệ sĩ Sân khấu Việt Nam. Kề trên Lê Đại Chúc có một người chị cũng theo nghiệp sân khấu của gia đình là Nghệ sĩ ưu tú Lê Mai và bởi vậy ông cũng là cậu ruột của ba nghệ sĩ sân khấu nổi tiếng Lê Khanh, Lê Vân và Lê Vi. Tuy sinh ra và trưởng thành trong một gia đình giàu truyền thống nghệ thuật nhưng những năm tuổi trẻ, Lê Đại Chúc lại theo nghiệp hàng hải với cương vị chuyên viên cao cấp ngành tàu biển. Ngoài thành phố Hải Phòng quê hương ông, Lê Đại Chúc cũng có nhiều năm sống tại Sài Gòn (Thành phố Hồ Chí Minh) và một thời gian sống ở Hà Nội. Do đặc thù công việc của một chuyên viên tàu biển nên ông cũng có nhiều chuyến xuất dương đến những quốc gia có nền nghệ thuật phát triển đồng thời giúp ông tích lũy những kiến thức bổ ích trong sự nghiệp hội họa sau này. 

## Họa sĩ chuyên nghiệp tự học
Theo học đại học ngành hàng hải tại Hải Phòng (nay là trường Đại học Hàng hải Việt Nam), ra trường ông trở thành chuyên viên cao cấp ngành hàng hải, sở hữu vốn tiếng Anh thuần thục, giúp ông có nhiều cơ hội tiếp cận với nền các nghệ thuật của những quốc gia ông từng tới, đó là bước đệm để ông được tiếp xúc với nhiều cuốn sách nghệ thuật hay của nước ngoài.
Dù không được đào tạo bài bản về hội họa trong môi trường chính quy nào, nhưng điều may mắn trong cuộc đời Lê Đại Chúc chính là thời niên thiếu ông có cơ hội làm quen với nhiều họa sĩ nổi tiếng vốn là những bạn văn nghệ của cha ông và đặc biệt ông đã nhận được sự chỉ dạy của hai họa sĩ bậc thầy của nền hội họa Việt Nam đương đại là Nguyễn Sáng và Bùi Xuân Phái.
Lê Đại Chúc đã tham gia triển lãm nhóm tại Hải Phòng từ năm 1967, nhưng chỉ từ triển lãm cá nhân đầu tiên tại Thành phố Hồ Chí Minh vào năm 1992 thì ông mới thật sự bước vào hội họa chuyên nghiệp.

## Dấu ấn trong sự nghiệp hội họa
Trong hơn 15 năm chuyên tâm theo đuổi hội họa, số tranh sơn dầu Lê Đại Chúc đã vẽ lên đến hàng ngàn bức, từ tranh biểu hình tới tranh trừu tượng, song đối với giới chuyên môn mảng tranh chân dung của ông vẫn gây được sự chú ý đặc biệt bởi người xem dễ nhận ra sức mạnh nội tâm, cái thần hồn nhân vật trong tranh, dù tác giả có khi thật táo bạo trong thủ pháp và cách dùng màu trong nhiều bức chân dung.
Nhà phê bình nghệ thuật người Anh David Deveraux nhận định: Toàn bộ tranh chân dung của Lê Đại Chúc cho thấy một tài năng không cần bàn cãi của một họa sĩ chân dung hiện thực... Trong một thời đại mà một sự sắp xếp hổ lốn những sắt thép, nệm rách, nilông vào làm một nhằm tạo ra những cái giả danh nghệ thuật thì việc xem nghệ thuật được mài giũa một cách sắc bén của Lê Đại Chúc là một sự cổ vũ to lớn.
Trong khi đó nhà nghiên cứu mỹ thuật Việt Nam Cyril Lapointe cho rằng: Đề tài mà Lê Đại Chúc yêu thích là vẽ chân dung và những tác phẩm ấy đã mang lại tiếng tăm cho ông. Ở đó, mối liên hệ trực tiếp giữa họa sĩ và người mẫu đã phủ nhận những cái dễ dãi và sai lầm. Họa sĩ phải dựa vào cách biểu hiện của người mẫu để làm toát ra không chỉ vẻ ngoài của cơ thể, mà cả tâm hồn của người mẫu. Trong số những bức tranh đã hoàn chỉnh của ông, có lẽ bức vẽ chân dung cha ông - nhà thơ Lê Đại Thanh - là bức họa đẹp nhất...
Nhà thơ Mai Linh đã có những nhận xét sâu sắc về tranh của Lê Đại Chúc: Xem tranh ông, người ta không nhận thấy vết hằn của đời sống lam lũ, túng khó, nét đặc trưng của tính cách đồng ruộng, thôn quê trên từng mặt người. Nhưng sự thanh tú cao sang của các nhân vật trong tranh lại huyền ức thăm thẳm những số phận, cuộc đời, ấn tượng đến mức ta ngỡ như đã gặp họ một lần nào đó trong chật chội dương gian...
Gallery Lã Vọng ở Hong Kong, một địa chỉ có uy tín của hội họa Việt Nam ở nước ngoài đã từng xếp Lê Đại Chúc vào danh sách những họa sĩ đương đại Việt Nam tiêu biểu nhất. 